# Song Chong-gug
Song Chong-gug ((송종국?, 宋鍾國?); Pusan, 20 febbraio 1979) è un ex calciatore sudcoreano, di ruolo centrocampista.

## Carriera

### Club
Song dal 2001 al 2002 ha giocato nella K-League per la squadra della sua città, il Busan I'Cons.
Dopo il Mondiale 2002 si è trasferito nei Paesi Bassi nelle file del Feyenoord. A Rotterdam ha giocato principalmente come difensore, disputando 53 partite nelle quali ha realizzato 2 gol e 7 assist
Nel 2005 è ritornato in Corea del Sud, firmando per i Suwon Bluewings, dove ha ritrovato Kim Nam-Il (anche lui di ritorno dai Paesi Bassi) e Lee Woon-jae, suoi compagni in Nazionale durante il Mondiale 2002.

### Nazionale
Song ha esordito nella Nazionale sudcoreana nel giugno 2001 contro la Macedonia.
Con l'arrivo di Guus Hiddink sulla panchina sudcoreana è stato convocato per la Confederations Cup 2001 come sostituto del capitano Hong Myung-Bo, che si era infortunato.
Successivamente ha fatto parte della selezione che, sempre sotto la guida di Hiddink, ha raggiunto il 4º posto ai Mondiali casalinghi del 2002 e di quella che ha partecipato, guidata da Advocaat, a Germania 2006.